# Davide Denegri
Davide Camillo Denegri (Tortona, 8 maggio 1998) è un cestista italiano.

## Carriera

### Club
Nato a Tortona e cresciuto a Serravalle Scrivia, Denegri inizia a giocare a pallacanestro all'età di quattro anni, ispirato dal fratello Simone. A tredici anni entra a far parte del settore giovanile della Junior Casale Monferrato, trasferendosi nella foresteria del club e completando tutta la trafila delle giovanili. Con la maglia rossoblù partecipa a diverse finali nazionali giovanili (Under-15, Under-17, Under-18, Under-19 e Under-20).
Dopo aver maturato un'esperienza a livello senior già nel 2014-2015 al Basket Club Serravalle (Serie C Gold) in doppio tesseramento, l'anno seguente Denegri esordisce diciassettenne in prima squadra, collezionando le prime quattro presenze in Serie A2. Nella stessa stagione segna anche 12,6 punti di media in Serie C Gold con il CB Team Basket, sempre con la formula del doppio tesseramento. Nel 2016-2017 continua a dividersi tra la Serie A2 con la Junior Casale (16,9 minuti e 4,7 punti di media con un massimo di 19 punti nella vittoriosa trasferta di Trapani) e la C Gold con il CB Team (18,6 punti di media).
Nel corso delle stagioni successive, Denegri consolida il proprio ruolo fino a diventare rapidamente il playmaker titolare della squadra piemontese. Nel 2017-2018 è tra i protagonisti della squadra che chiude al primo posto la regular season del girone ovest di Serie A2 e raggiunge la finale promozione, poi persa 3-0 contro Trieste. In quell’annata produce oltre 6 punti di media in circa 20 minuti a partita. Con Casale raggiunge i play-off di Serie A2 in tutte le stagioni di militanza, ad eccezione del 2019-2020, interrotta a causa della pandemia di COVID-19 con i rossoblù al terzo posto al momento dello stop.
Nell'estate 2020, dopo dieci anni trascorsi alla Junior Casale tra giovanili e prima squadra, lascia la società piemontese e approda al Basket Ravenna, nel girone est di Serie A2, con un accordo biennale. Al suo primo anno in Romagna realizza 10,1 punti e 3 assist di media in 27 minuti, contribuendo al raggiungimento di un posto nei play-off dove arriva un'eliminazione da Tortona poi promossa. Nella stagione seguente si conferma in doppia cifra per media punti, mentre Ravenna chiude il suo girone al terzo posto dietro Scafati e Verona; dopo aver superato Torino ai playoff, viene eliminata in semifinale da Cantù.
Nel giugno 2022 si accorda per un contratto biennale con la Vanoli Cremona, club retrocesso dalla Serie A e intenzionato a riconquistare subito la massima serie. Denegri diventa un elemento cardine della formazione di coach Demis Cavina, che nella stagione 2022-2023 conquista la Supercoppa LNP, la Coppa Italia di Serie A2 e infine la promozione in Serie A, dopo il 3-0 su Forlì nelle finali play-off. Il contributo della guardia piemontese in quel campionato è di 12,0 punti di media tra prima e seconda fase, saliti a 14,5 punti in 25,9 minuti nelle dieci gare dei play-off che hanno sancito la promozione dei lombardi. Nel campionato 2023-2024, al suo debutto personale in Serie A, Denegri è stato uno dei protagonisti della salvezza della Vanoli, risultando il miglior marcatore stagionale di squadra con 12,4 punti, 3,0 assist a partita e percentuali al tiro del 43,6% da due, 37,4% da tre e 92,5% ai tiri liberi.
Terminato il biennio con la società cremonese, firma con un'altra formazione di Serie A, il Derthona Basket, con sede a Tortona. Il tecnico dei bianconeri, Walter De Raffaele, lo impiega tuttavia in campionato per soli 12,4 minuti di media nei quali Denegri mette a referto 5,0 punti e 2,0 assist a gara, cifre simili a quelle registrate in Basketball Champions League, dove gioca 12,5 minuti di media con 5,4 punti e 1,9 assist.
Nel luglio 2025 lascia la formazione di coach De Raffaele per accettare l'importante offerta biennale da parte di Rinascita Basket Rimini, militante in Serie A2.

### Nazionale
Nel 2017 prende parte con la nazionale italiana ai Mondiali Under-19 in Egitto, dove conquista la medaglia d'argento. Chiude il torneo con 9,7 punti, 2,9 assist e il 31,4% da tre punti in 26 minuti di media. Si mette particolarmente in luce nei quarti di finale contro la Lituania (18 punti con 4/9 da tre) e nelle sfide contro Stati Uniti (14 punti e 6 rimbalzi) e Spagna (18 punti, 4/7 da tre).

## Statistiche

### LBA

#### Regular Season
| Anno      | Squadra        | PG | PT | MP   | TC%  | 3P%  | TL%  | RP  | AP  | PRP | SP  | PP   |
| --------- | -------------- | -- | -- | ---- | ---- | ---- | ---- | --- | --- | --- | --- | ---- |
| 2023-2024 | Vanoli Cremona | 27 | 27 | 25,7 | 39,8 | 37,4 | 92,5 | 3,1 | 3,0 | 0,7 | 0,0 | 12,4 |
| Carriera  | Carriera       | 27 | 27 | 25,7 | 39,8 | 37,4 | 92,5 | 3,1 | 3,0 | 0,7 | 0,0 | 12,4 |

## Palmarès
- Mondiali Under-19: 
 Egitto 2017
- Supercoppa LNP: 1

Vanoli Cremona: 2022
- Coppa Italia di Legadue: 1
Vanoli Cremona: 2023